# 위대한 유산 (텔레비전 프로그램)
《위대한 유산》은 문화방송이 제작 · 방영하는 버라이어티 쇼 프로그램이다. 2015년 9월 28일 추석특집으로 파일럿 편성되었고, 2015년 11월 26일부터 정규편성되어 시청률 저하로 2016년 3월 3일 종영 되었다.

## 진행
- 홍은희

## 출연자
- MC그리
- 최환희
- 홍화리
- 홍화철
- 현준희
- 현준욱
- 김동현 (격투기 선수)

## 시청률
- AGB 닐슨 미디어리서치

| 회차 | 방송 일자        | 전국 시청률(증감치) |
| ---- | ---------------- | ------------------- |
| 1회  | 2015년 11월 26일 | 3.2%                |
| 2회  | 2015년 12월 3일  | 2.6%                |
| 3회  | 2015년 12월 10일 | 2.0%                |
| 4회  | 2015년 12월 17일 | 2.8%                |
| 5회  | 2015년 12월 24일 | 2.9%                |
| 6회  | 2016년 1월 14일  | 3.9%                |
| 7회  | 2016년 1월 21일  | 3.7%                |
| 8회  | 2016년 1월 28일  | 3.6%                |
| 9회  | 2016년 2월 4일   | 3.5%                |
| 10회 | 2016년 2월 11일  | 3.1%                |
| 11회 | 2016년 2월 18일  | 2.4%                |
| 12회 | 2016년 2월 25일  | 2.4%                |
| 13회 | 2016년 3월 3일   | 2.1%                |

## 일부지역자체방송
- 2015년 11월 이전 까지만해도 나 혼자 산다 시간대에 나왔었다.
- 대구MBC: 전국시대
- 포항MBC : 시사공감 구구포차
- 대전MBC : 대전MBC 시사플러스
- 울산MBC : 돌직구 40/지금 울산은 스페셜
- 제주MBC : 제주MBC 시사진단
- 부산 MBC : 좌충우돌 만국유람기와 부산,부산문화 (11:50)
- MBC경남: DMB 없음.

DMB 방송 지역
- 강원도, 전라도
- 충북(DMB 월 1~2회 방송 안 함)(가끔씩 안 나올 수 있음)